# Varín
Varín is een Slowaakse gemeente in de regio Žilina, en maakt deel uit van het district Žilina.
Varín telt 3.644 inwoners.